# Bothriocline longipes
Bothriocline longipes là một loài thực vật có hoa trong họ Cúc. Loài này được (Oliv. & Hiern) N.E.Br. mô tả khoa học đầu tiên năm 1894.